# Movimento de independência de Ryukyu (Okinawa)
O Movimento de Independência de Ryukyu (em japonês: 琉球独立運動; romaniz.: Ryūkyū Dokuritsu Undō) ou República de Ryukyu (em japonês: shinjitai: 琉球共和国; kyujitai: 琉球共和國; romaniz.: Ryūkyū Kyōwakoku) é um movimento para a independência de Okinawa e as ilhas vizinhas (Ilhas Ryukyu), do Japão. O movimento surgiu em 1945, após o fim da Guerra do Pacífico. Após a ocupação de Okinawa pelos aliados, alguns okinawanos (uchinanchus), sentiram que as ilhas Ryukyu (Okinawa) deveriam, tornar-se um estado independente, em vez de serem devolvidas ao Japão. A maioria, porém, preferia a unificação com o Japão, na esperança de que isto fosse apressar o fim da ocupação dos Aliados lá. As ilhas foram devolvidas ao Japão em 15 de maio de 1972, como Província de Okinawa. O Tratado de Segurança EUA-Japão assinado em 1952 previu a continuação da presença militar norte-americana no Japão, com os Estados Unidos mantendo uma forte presença na Ilha de Okinawa, mesmo após a reunificação. Este conjunto fez-se  renovar o movimento político para a independência de Ryukyu (Okinawa).

## Contexto histórico
Inicialmente, o Reino de Ryukyu foi um Estado tribuário da China no leste da Ásia. Reis de Ryukyu enviavam emissários e pagavam tributo para a China (Dinastia Ming e Dinastia Qing). Este costume começou a partir de 1372 durante a Dinastia Ming e durou até poucos anos antes da queda do reino em 1879.
Em 1609, Ryukyu foi invadido pelo Japão (feudo de Satsuma), e então o reino foi forçado a enviar tributos a Satsuma. Em 1879 o reino de Ryukyu foi anexado pelo Império do Japão e transformado em Província de Okinawa. Alguns nobres resistiram à anexação e foram para a China como refugiados.
Da mesma forma, houve alguns movimentos significativos para a independência de Okinawa após a sua anexação, no período antes e durante a II Guerra Mundial. Após a guerra, o governo de Ocupação dos Estados Unicos assumiu o controle de Okinawa. Os norte-americanos mantiveram o controle sobre as Ilhas Ryukyu até 1972, vinte anos após o término da ocupação formal do resto do Japão. Houve pressão em 1945, logo após a guerra, para a criação de um Estado de Ryukyu totalmente independente, enquanto que mais tarde, no período de Ocupação surgiu um forte movimento não para a independência, mas sim para o retorno à soberania japonesa.
Desde 1972, e o retorno de Okinawa para o controle japonês, novas vozes surgiram com o objetivo de tornar o Estado de Ryukyu totalmente independente.

## Motivos e ideologia
Entre aqueles que desejavam o retorno para a soberania japonesa, havia uma crença básica de que as pessoas de Okinawa faziam parte do povo japonês, tanto etnicamente e culturalmente quanto politicamente. Durante o período Meiji, quando o Reino de Ryukyu foi formalmente abolido e anexado, foi dado um forte incentivo para a assimilação cultural; o governo Meiji, e intelectuais, procuraram fazer com que a população da nova prefeitura enxergassem a si mesmos como "Japoneses." Aos uchinanchus (okinawanos) foram dadas cidadania japonesa, nomes, passaportes, e outros títulos oficiais de seu estado, como parte do povo japonês. Eles também foram incorporadas ao recém-criado sistema nacional de educação pública. Através deste sistema de ensino e outros métodos, ambos governamentais e independentes, os okinawanos, juntamente com minorias de todas as partes do Império, foram progressivamente integrados no povo Japonês. Houve uma significativa repaginação das histórias de Ryukyu e de Ezo, que foi anexado ao mesmo tempo, com a insistência de que os ainus de Hokkaido e os okinawanos eram japoneses, étnica e culturalmente, remontando há muitos séculos de história, apesar de originalmente terem significativas diferenças culturais. Com o tempo, essas identidades reinventadas assimilaram as novas gerações. Eles nasceram na Província de Okinawa, como cidadãos japoneses, e veem-se a si mesmos como pertencentes ao Japão.
Isso não significa que as identidade independentes tenham sido completamente perdidas. Muitos okinawanos vêem a si mesmos como um povo etnicamente diferente, com um patrimônio cultural único e separado do resto do Japão. Eles vêem uma grande diferença entre si e o "continente"  japonês, e muitos sentem uma forte ligação com a cultura tradicional de Ryukyu (okinawana) e a história como reino independente pré-1609. Há uma forte crítica às assimilações políticas e ideológicas do governo de Meiji.

## Eventos recentes
Apesar de existirem pressões nos EUA e no Japão, bem como em Okinawa, para a retirada de tropas e bases militares dos EUA  de Okinawa, poucas ações têm sido feitas nessa direção. O plano para realocar a Base Aérea de Futenma, área densamente povoada para Henoko , no norte da ilha (relativamente menos povoadas) foi aprovado pelo governador de  Okinawa em 2014, , apesar da oposição da população local. O atual governador da província, Takeshi Onaga, opõe-se à decisão.
| Okinawa                       | 2005  | 2006     | 2007  |
| Sim                           | 24.9% | 23.9%    | 20.6% |
| Não                           | 58.7% | De 65,4% | 64.7% |
| Seguir a decisão do residente | 2.8%  | 1.7%     | 0.8%  |
| etc.                          | 13,6% | 9.1%     | 13.0% |

Em 1995, a decisão de retirar as tropas de Okinawa foi revertida, e houve então um ressurgimento do Movimento de Independência de Ryukyu.
Em 2005, o sino-britânico Lim João Chuan-tiong (林泉忠), professor associado da Universidade de Ryukyus, realizou uma pesquisa por telefone com okinawanos com mais de 18 anos, obtendo respostas de 1029 pessoas. Perguntado se eles se consideravam okinawanos (沖縄人), japoneses (日本人), ou ambos, as respostas foram de 40,6%, de 21,3%, e 36,5%, respectivamente. Quando perguntado se Okinawa deveria ser independente se o governo Japonês permitisse (ou não permitisse), 24,9% responderam que Okinawa deve se tornar independente, com permissão, e 20,5% em caso de não permissão do governo Japonês. Aqueles que acreditavam que Okinawa não deveria declarar a independência foram 58,7% e 57.4%, respectivamente.
Em 2013, um estudioso Chinês publicou um artigo em um jornal estatal desafiando a propriedade das ilhas de Ryukyus, o que provocou protestos no Japão. Alguns Okinawans estão estudando a independência. O Diário do Povo , afirmou que o "povo chinês deve apoiar a independência de Ryukyu."

### Visão da China
Em julho de 2012, o mídia pertencente ao Partido Comunista Chinês, o Global Times, sugeriu que Pequim consideraria contestar a soberania do Japão sobre as Ilhas Ryukyu. O governo chinês não endossou tais opiniões. Alguns chineses consideram que basta apoiar a independência de Ryukyu, com o professor Zhou Yongsheng alertando que a questão da soberania de Ryukyu não resolverá a disputa das Ilhas Diaoyu/Senkaku, e que "o envolvimento chinês destruiria as relações China-Japão". A professora June Teufel Dreyer enfatizou que "argumentar que uma relação tributária em algum ponto da história é a base para uma reivindicação de soberania... [visto que] muitos países tiveram relações tributárias com a China" poderia ser diplomaticamente inflamável. O professor Yasukatsu Matsushima expressou seu receio de que a independência de Ryukyu fosse usada como uma ferramenta, considerando o apoio chinês "estranho" já que negam isso para suas próprias minorias.
Em maio de 2013, o jornal oficial do Comitê Central do Partido Comunista Chinês, People's Daily, publicou outro artigo semelhante de dois estudiosos chineses da Academia Chinesa de Ciências Sociais que afirmaram que "o povo chinês deve apoiar a independência de Ryukyu", seguido logo depois pelo comentário de Luo Yuan, "As Ryukyus pertencem à China, nunca ao Japão". No entanto, essas considerações dos estudiosos não representam necessariamente as opiniões do governo chinês. Isso provocou protestos entre políticos japoneses, como Yoshihide Suga, que disse que a prefeitura de Okinawa "é inquestionavelmente território japonês, historicamente e internacionalmente".
Em dezembro de 2016, a Agência de Inteligência de Segurança Pública do Japão afirmou que o governo chinês está "formando laços com o movimento de independência de Okinawa através de intercâmbios acadêmicos, com a intenção de provocar uma divisão no Japão". O relatório foi severamente criticado como infundado pelos professores do grupo de independência, afirmando que a conferência na Universidade de Pequim em maio de 2016 não tinha tais conotações.
Em agosto de 2020, o Centro de Estudos Estratégicos e Internacionais (CSIS), um think tank dos EUA, resumiu que "a China usa métodos indiretos para influenciar o Japão. Existem canais ocultos, como influenciar os movimentos de Okinawa por meio de arrecadação de fundos, influenciar jornais de Okinawa para promover a independência de Okinawa e eliminar as forças dos EUA lá." Em contraste, o Okinawa Times e o Ryukyu Shimpo publicaram artigos negando o financiamento chinês. À luz dos artigos dos jornais de Okinawa, Tetsuhide Yamaoka, que supervisionou a tradução japonesa do livro Silent Invasion, escreveu uma palestra intitulada "Silent Invasion: What Okinawans Want You to Know About China's Gentry Craft" no Centro de Promoção Industrial da Cidade de Urasoe em 10 de outubro de 2020, organizada pelo Fórum de Pesquisa de Política de Okinawa do Japão. Em sua palestra, "Silent Invasion: How the CCP is working to make Okinawa Prefecture a dependency of China," Yamaoka afirmou que o PCC "usa métodos indiretos menos visíveis, como anúncios, em vez de ações, etc".
Em outubro de 2021, o Instituto de Estudos Estratégicos militar francês (IRSEM) relatou que a China está fomentando movimentos de independência nas Ilhas Ryukyu e na Nova Caledônia Francesa numa tentativa de enfraquecer inimigos potenciais. Afirmou que para a China, Okinawa tem o objetivo de "sabotar as Forças de Autodefesa e as forças dos EUA no Japão."
Há também algumas pessoas com cargos oficiais que, em caráter privado, acreditam abertamente que o domínio japonês sobre Ryukyu não tem legitimidade. Por exemplo, Tang Chunfeng, pesquisador do Ministério do Comércio, afirmou que "75% dos residentes de Ryukyu apoiam a independência de Ryukyu" e que "a cultura das Ilhas Ryukyu era idêntica à da China continental antes da invasão japonesa". Apesar do aumento do número de vozes na China, concorda-se geralmente que isso não representa o ponto de vista do governo chinês, ao menos não como posição oficial declarada. Contudo, essas vozes, principalmente privadas, geraram fortes respostas do establishment político japonês, como a declaração de Kan de que "a prefeitura de Okinawa é indubitavelmente território japonês, tanto histórica quanto internacionalmente". Em 2010, o Comitê Preparatório para a Região Especial Autônoma de Ryukyu da China foi registrado em Hong Kong, com o empresário Zhao Dong como seu presidente. A organização atua na China continental, Hong Kong e Taiwan, com escritórios em Shenzhen.
A Região Especial Autônoma de Ryukyu da China também esteve em contato com a União Bamboo de Taiwan e o Partido de Promoção da Unificação Chinesa (CUPP), um partido político do movimento reunificador. Em 2015, o presidente do CUPP, Chang An-lo, visitou o escritório da organização em Shenzhen, e no mesmo mês, o líder do CUPP fez uma viagem turística a Okinawa e foi recebido pelos quadros do Kyokuryū-kai. Chang An-lo declarou que "a relação entre Ryukyu e China está historicamente entrelaçada, e é meu dever como chinês libertar Ryukyu do Japão".
Nesse contexto, a frase "[Hoje Hong Kong, amanhã Taiwan]" foi citada em Hong Kong e Taiwan durante o Movimento dos Guarda-Chuvas, dando origem à frase "[Hoje Hong Kong, amanhã Taiwan, depois de amanhã Okinawa]" no Japão. Líderes-chave do movimento são reportados como apoiados pelas operações de influência da Frente Unida do PCC.
Em 3 de outubro de 2024, o Nikkei Asia, em colaboração com uma empresa de cibersegurança, confirmou que houve um aumento na desinformação em língua chinesa nas redes sociais promovendo a independência de Ryukyu, espalhada por algumas contas suspeitas de influência. Acredita-se que o objetivo seja dividir a opinião pública japonesa e internacional.

### Pesquisas
Os grupos pela independência de Ryukyu continuam existindo, mas não conquistaram apoio suficiente para levar à independência. O número de assentos que conseguiram nas legislaturas locais foi zero ou, em casos raros, um. No entanto, há forte apoio para um governo local forte com autoridade robusta, como o Dōshūsei e o federalismo como no Reino Unido.
Em uma pesquisa de 2011, 4,7% dos entrevistados eram pró-independência, 15% queriam mais devolução de poderes, enquanto cerca de 60% preferiam o status quo político. Em uma pesquisa de 2015 realizada pelo Ryūkyū Shimpō, 8% dos entrevistados eram pró-independência, 21% queriam mais autodeterminação como região, enquanto os outros 2/3 preferiam o status quo.
Em 2016, o Ryūkyū Shimpō conduziu outra pesquisa de outubro a novembro com okinawanos acima de 20 anos, com respostas úteis de 1047 indivíduos: 2,6% apoiaram independência total, 14% favoreceram um quadro federal com autoridade doméstica igual à do governo nacional em termos de diplomacia e segurança, 17,9% favoreceram um quadro com aumento da autoridade para compilar orçamentos e outras autoridades domésticas, enquanto menos da metade apoiou o status quo.
Em 2017, o Okinawa Times, o Asahi Shimbun (com sede em Osaka) e a Ryukyusu Asahi Broadcasting Corporation (do All-Nippon News Network), jornais subsidiários dos do Japão, realizaram conjuntamente pesquisas de opinião pública para eleitores da prefeitura. Alegaram que 82% dos cidadãos de Okinawa escolheram "Estou feliz que Okinawa tenha retornado como uma prefeitura japonesa". Foi 90% para entrevistados entre 18 e 29 anos, 86% para aqueles na faixa dos 30 anos, 84% para os de 40 a 59 anos, enquanto na geração relacionada ao movimento de retorno, a resposta foi 72% para entrevistados na faixa dos 60 anos, 74% para aqueles com mais de 70 anos.
Em 12 de maio de 2022, uma pesquisa do Okinawa Times sobre o 50º aniversário do retorno de Okinawa ao Japão e as atitudes dos residentes mostrou que 48% dos entrevistados queriam "um município com autoridade forte", 42% queriam "manter o status quo" e 3% queriam "independência".

### Identidade
Em termos de identidade, os okinawanos possuem uma identidade composta. Quando perguntados "Que tipo de pessoa você se considera?", 52% dos entrevistados disseram ser "Okinawano e Japonês". Considerando em conjunto "Miyako" e "Japonês", assim como "Yaeyama" e "Japonês", a identidade composta representou cerca de 60% dos respondentes. 24% disseram ser "Okinawano" e 16% disseram ser "Japonês".
Sobre a promoção cultural em Okinawa, há a visão de que deveria aprender com País de Gales no Reino Unido sobre federalismo e revitalização da língua.
Como Okinawa foi uma minoria no Japão, a história do Welsh Not e do Dialect card em Okinawa são muito semelhantes.
A identidade composta é outra área em que País de Gales e Okinawa são similares.
|                           | Ambos (mistos) | Galês / Okinawano | Britânico / Japonês |
| ------------------------- | -------------- | ----------------- | ------------------- |
| Nascidos no País de Gales | 44%            | 21%               | 7%                  |
| Nascidos em Okinawa       | 54,5%          | 26,2%             | 16,1%               |

Há também opiniões diferentes sobre se Okinawa deveria se tornar um estado caso o Doshu-sei seja introduzido futuramente sob o sistema de um estado no Doshu-sei no Japão.
O autor e ex-diplomata Sato Masaru, cuja mãe é de Okinawa, descreve a singularidade da cultura okinawana, incluindo a língua okinawana. Ele apoia o federalismo no Japão, mas não a independência dos Ryukyu, e baseia-se em sua experiência como diplomata no Ministério das Relações Exteriores para dizer: "É possível que um país de cerca de 1,4 milhão de pessoas sobreviva como uma nação independente entre três grandes potências, Japão, Estados Unidos e China, mas acho que isso acarretará muitas dificuldades."
Durante o Reino de Ryukyu, a família real vivia em Shuri, ilha de Okinawa. As Ilhas Yaeyama e Miyakojima estavam sujeitas a um sistema tributário severo, conhecido como imposto per capita. Por isso, acredita-se que Yaeyama, Miyakojima e a ilha de Yonaguni tenham introduzido instituições modernas, sistema tributário e liberdade para escolher ocupação após a Restauração Meiji no Japão, como resultado das disposições Ryukyu.
Nakashinjo Makoto editor-chefe do conservador jornal okinawano Yaeyama Nippo, disse que o Castelo de Shuri era mais como um "símbolo de opressão" para os ilhéus das ilhas periféricas. Portanto, ele afirmou que, mesmo que uma "República de Ryukyu" seja fundada, pode se tornar um país cheio de discriminação, como foi o Reino de Ryukyu no passado.